# 尼科尼夫卡 (別爾季切夫區)
49°59′40″N 28°47′8″E / 49.99444°N 28.78556°E

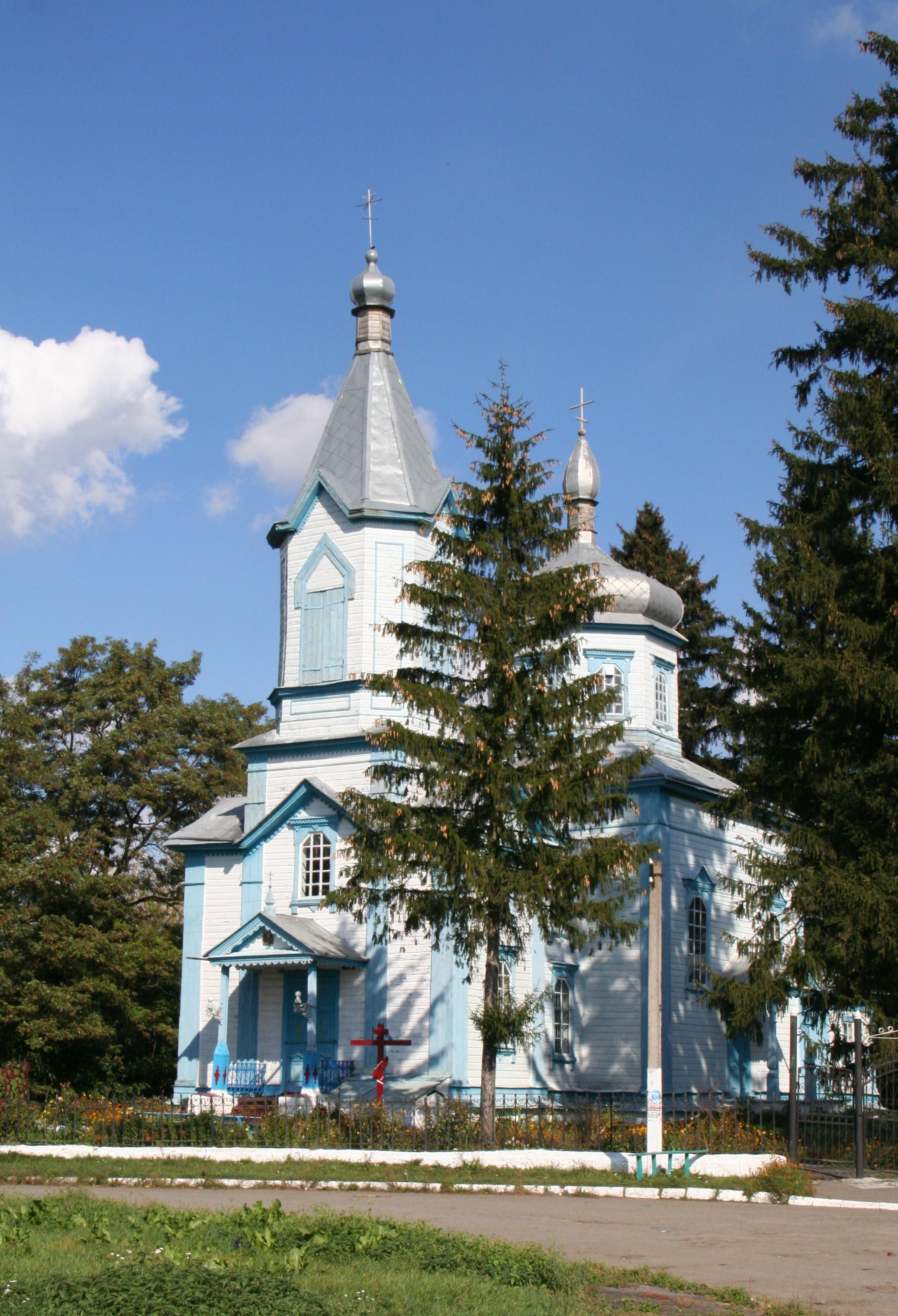
尼科尼夫卡教堂

尼科尼夫卡（烏克蘭語：Никонівка），是烏克蘭的村落，位於該國北部日托米爾州，由別爾季切夫區負責管轄，始建於1794年，面積1.92平方公里，海拔高度236米，2001年人口581，人口密度每平方公里303.39人。